# Ivar Lagerwall
Ernst Fredrik Ivar Lagerwall, född 18 september 1845 i Grödinge socken, Stockholms län, död 2 mars 1927, var en svensk direktör. Han var far till Eva Lagerwall. 
Lagerwall, som blev filosofie doktor i Uppsala 1869 på avhandlingen Öfversigt af förordningar rörande Sveriges handel och öfriga stadsnäringar under Karl X Gustaf och Karl XI:s förmyndare 1654–1672, var verksam huvudsakligen i industriföretag i Frankrike, Ryssland, Storbritannien och Belgien. På 1880-talet var han styrelseledamot i naftaproduktionsbolaget Bröderna Nobel i Sankt Petersburg, senare verkställande direktör i Roumanian Oil Trust Ltd i London. Han utgav Politiskt fritänkeri (1917) och skrev talrika tidnings-, korrespondens- och tidskriftsartiklar.